# Rumigny (Somme)
Rumigny település Franciaországban, Somme megyében. Lakosainak száma 623 fő (2022. január 1.). Rumigny Grattepanche, Hébécourt, Oresmaux, Sains-en-Amiénois, Saint-Fuscien és Saint-Sauflieu községekkel határos.

## Népesség
A település népessége az elmúlt években az alábbi módon változott:
| Lakosok száma | 557  | 578  | 603  | 611  | 622  | 628  | 644  | 633  | 623  |
|               | 2013 | 2015 | 2016 | 2017 | 2018 | 2019 | 2020 | 2021 | 2022 |